# Karl Hultkrantz
Karl Johan Edvard Hultkrantz (född Johansson) (i riksdagen kallad Hultkrantz i Björnö), född 28 juli 1844 i Hagrida, Askeryds socken, död 8 februari 1912 i Gillberga församling, var en svensk godsägare och politiker (liberal).
Karl Hultkrantz, som var son till en rusthållare.
Han utbildade sig först till präst men valde 1874 att i stället bli föreståndare för ansgariiföreningens skola i Stockholm. Sedan han 1879 gift sig med Maria Vennerlöf blev han i stället godsägare på Björnö i Gillberga landskommun där han också var kommunalt verksam. 
Han var riksdagsledamot i andra kammaren för Södersysslets domsagas valkrets 1897–1908. I riksdagen betecknade han sig som vilde 1897, anslöt sig 1898 till den liberalt präglade Bondeska diskussionsklubben och följde med 1900 då denna grupp uppgick i Liberala samlingspartiet 1900. År 1908 lämnade han dock Liberala samlingspartiet och betecknade sig som högervilde. I riksdagen var han bland annat suppleant i konstitutionsutskottet 1906–1907.